# Battlefield
Battlefield-serien er en række computerspil, der fokuserer på store spilbare områder og køretøjsbaseret krigsføring kombineret med traditionelle elementer fra skydespil i førstepersonsperspektiv. Det første spil udkom i 2002. Battlefield-Serien er udviklet af svenske Digital Illusions (DICE), der er ejet af Electronic Arts (EA). Spillet lægger ikke kun vægt på områderne, men fokuserer også på det, at kunne opleve en såkaldt "battle field" f.eks. at kunne flyve et fly, køre en tank eller bare det at kunne indtage byer sammen med sine medspillere.
Serien omfatter følgende spil:
- Seriens forgænger: Codename Eagle – PC
- Battlefield 1942 – PC, Mac
  - The Road to Rome – Udvidelsespakke
  - Secret Weapons of World War II – Udvidelsespakke
- Battlefield Vietnam – PC
- Battlefield 2 – PC
  - Battlefield 2 Special Forces – Udvidelsespakke
  - Battlefield 2: Euro Forces – Boosterpakke
  - Battlefield 2: Armored Fury – Boosterpakke
- Battlefield 2: Modern Combat – PlayStation 2, Xbox, Xbox 360, PSP
- Battlefield 2142
  - Battlefield 2142: Northern Strike – Boosterpakke
- Battlefield Bad Company – Xbox 360, Playstation 3
- Battlefield: Bad Company 2 – Xbox 360, PlayStation 3, PC
  -  Battlefield: Bad Company 2: Vietnam – Udvidelsespakke
- Battlefield Heroes
- Battlefield Play4Free
- Battlefield 3 – Xbox 360, PlayStation 3, PC
  - Battlefield 3: Back To Karkand – Udvidelsespakke
  - Battlefield 3: Close Quarters − Udvidelsespakke
  - Battlefield 3: Armored Kill − Udvidelsespakke
  - Battlefield 3: Aftermath − Udvidelsespakke
  - Battlefield 3: End Game − Udvidelsespakke

- Battlefield 4 − Xbox 360, Xbox One, PlayStation 3, PlayStation 4, PC
  - Battlefield 4: Second Assault − Udvidelsespakke
  - Battlefield 4: China Rising −  Udvidelsespakke
  - Battlefield 4: Naval Strike − Udvidelsespakke
  - Battlefield 4: Dragons Teeth −  Udvidelsespakke
  - Battlefield 4: Final Stand −  Udvidelsespakke
- Battlefield Hardline − Playstation 4, Xbox One, Playstation 3, Xbox 360, PC
  - Battlefield Hardline: Criminal Activity
  - Battlefield Hardline: Robbery
  - Battlefield Hardline: Blackout
  - Battlefield Hardline: Getaway
  - Battlefield Hardline: Betrayal
- Battlefield 1 - Playstation 4, Xbox One, PC
  - Battlefield 1: They Shall Not Pass
  - Battlefield 1: In the Name of the Tsar
  - Battlefield 1: Turning Tides
  - Battlefield 1: Apocalypse
- Battlefield V - Playstation 4, Xbox One, PC